# John Hely-Hutchinson (3e comte de Donoughmore)
Pour les articles homonymes, voir John Hely-Hutchinson.
John Hely-Hutchinson, 3e comte de Donoughmore (1787 - 14 septembre 1851) est un homme politique et pair irlandais.

## Biographie
Il est le fils de Francis Hely-Hutchinson (d. 1827) (le fils de Christiana Hely-Hutchinson (1re baronne Donoughmore)).
Il représente Tipperary à la Chambre des communes du Royaume-Uni en tant que Whig. À partir de 1832, il siège à la Chambre des lords, ayant hérité des pairies de son oncle, en particulier la vicomté de Hutchinson.
En tant que capitaine du 1st Foot Guards, il contribue à l'évasion de prison du ministre des Postes de Napoléon, le comte de Lavalette. Il est jugé à Paris, avec Robert Thomas Wilson et Michael Bruce, pour avoir aidé le comte à s'évader de prison. Le procès se déroule à la cour d'assises du 22 au 24 avril 1816. Les trois hommes sont reconnus coupables et condamnés à trois mois d'emprisonnement.

## Famille
Il épouse Margaret Gardiner (fille de Luke Gardiner (1er vicomte Mountjoy)) le 15 juin 1822. Ils ont deux enfants :
- Richard Hely-Hutchinson (4e comte de Donoughmore) (né le 4 avril 1823 ; décédé le 22 février 1866)
- Margaret Hely-Hutchinson (décédée jeune en 1828)[2]

Il épouse, en secondes noces, Barbara Reynell, fille du lieutenant-colonel William Reynell. Ils ont quatre enfants :
- John William Hely-Hutchinson (né le 1er septembre 1829 ; décédé le 16 juillet 1855 pendant la guerre de Crimée)
- Kathleen Alicia Hely-Hutchinson (décédée le 22 avril 1892), mariée le 3 décembre 1863 à DW Ramsay Carrick Buchanan, de Drumpellier et Corsewall (décédé le 4 mai 1925)[3]
- Frances Margaret Hely-Hutchinson (décédée le 11 avril 1866), mariée le 22 septembre 1858 à Arthur Tremayne (d. 14 novembre 1905)[3]
- Jane Louisa Hely-Hutchinson (décédée le 29 août 1868)[3]